# Ludmilla
Ludmila Oliveira da Silva (Rio de Janeiro, 24 de abril de 1995), mais conhecida como Ludmilla, é uma cantora e compositora brasileira. Ganhadora do Grammy Latino, e criadora do evento musical Numanice, além de uma discografia de sucesso na indústria fonográfica brasileira. Ela começou a cantar a partir dos oito anos de idade em rodas de pagode e iniciou sua carreira musical em 2012, quando passou a se apresentar sob o nome artístico de MC Beyoncé, alcançando reconhecimento nacional ao lançar a canção de funk carioca "Fala Mal de Mim", que foi um sucesso de acessos online.
Após adotar seu nome de registro como também artístico, assinou um contrato de gravação com a gravadora Warner Music Brasil e lançou seu álbum de estreia Hoje (2013), de onde saiu uma série de singles bem sucedidos como "Sem Querer", "Hoje" e "Te Ensinei Certin". Seu próximo álbum, A Danada Sou Eu (2016), também gerou vários singles de impacto como "Bom", "Sou Eu" e "Cheguei", e lhe rendeu uma indicação ao Grammy Latino de Melhor Álbum Pop Contemporâneo em Língua Portuguesa. Posteriormente, Ludmilla lançou seu primeiro álbum ao vivo, intitulado Hello Mundo (2019), que também recebeu uma versão em estúdio, de onde saíram canções como "Favela Chegou", "A Boba Fui Eu" e "Invocada", e foi certificado como platina dupla pela Pro-Música Brasil (PMB).
Seu extended play (EP) Numanice (2020) trouxe um distanciamento em relação aos seus trabalhos anteriores, consistindo apenas em canções de pagode. Uma série de trabalhos derivados do EP foram lançados, como seu segundo álbum ao vivo intitulado Numanice: Ao Vivo (2021), seu quarto álbum de estúdio Numanice 2 (2022) – que lhe rendeu um Grammy Latino de Melhor Álbum de Samba/Pagode – e o terceiro ao vivo, o Numanice 2: Ao Vivo (2022). O quinto trabalho em estúdio de Ludmilla, Vilã (2023), resgatou as origens pop da cantora e incluiu os singles "Socadona", "Sou Má" e "Nasci pra Vencer". Em paralelo, a artista foi intérprete de samba-enredo da escola de samba Beija-Flor no Carnaval do Rio de Janeiro em 2023.
Ludmilla foi indicada para diversos prêmios durante sua carreira. Ela é vencedora de um Grammy Latino, quatro Prêmios Multishow de Música Brasileira, dois Prêmios MTV Millennial Awards Brasil e um Melhores do Ano, além de ter sido indicada por quatro vezes ao MTV Europe Music Awards e também uma vez ao BET Awards. Considerada uma das maiores cantoras negras do Brasil, Ludmilla também tornou-se a primeira artista negra latino-americana a ultrapassar a marca de dois bilhões de audições na plataforma de streaming Spotify, e também foi reconhecida por suas atitudes filantrópicas ao ser agraciada com a Medalha Pedro Ernesto pela Câmara Municipal do Rio de Janeiro, após ter mobilizado uma campanha que quebrou recordes de doações de sangue.

## Biografia
Ludmila Oliveira da Silva nasceu em 24 de abril de 1995 no centro do Rio de Janeiro, mas mudou-se muito jovem para Duque de Caxias, cidade localizada na Baixada Fluminense, no mesmo estado, onde foi criada. Ela é filha de Silvana Sales Oliveira, que trabalhava como dançarina de samba em casas de shows e como passista da escola de samba Acadêmicos do Grande Rio, e também era administradora de um bar, e Luiz Antônio Silva, que foi preso quando ela tinha um mês e 13 dias de vida, o que fez ela e sua mãe passarem por muitas dificuldades, com sua mãe relatando que chegou a passar fome para que Ludmilla pudesse comer. Por isso, a cantora foi criada por sua mãe com ajuda de sua avó, seu ex-padrasto e seu tio. Após sua ascensão ao estrelato, Ludmilla forneceu suporte financeiro para seu pai até 2021, quando obteve medida protetiva para que ele não se aproximasse dela após denunciá-lo por extorsão. A artista tem dois meios-irmãos, frutos de outros relacionamentos que sua mãe teve: Luane Oliveira Alves, nascida em 1998, que atualmente trabalha como sua diretora executiva, e Yuri Oliveira dos Santos, nascido em 2006.
Ludmilla passou a cantar em público aos oito anos, quando era convidada pelo então padrasto, que era músico, para cantar em rodas de pagode junto com seu grupo musical. Desde essa época, ela já pensava em seguir carreira como cantora, o que preocupava sua mãe devido à instabilidade da carreira, bem como o fato de querer cantar pagode, gênero que era representado majoritariamente por homens.

## Carreira

### 2012–2013: Início como MC Beyoncé

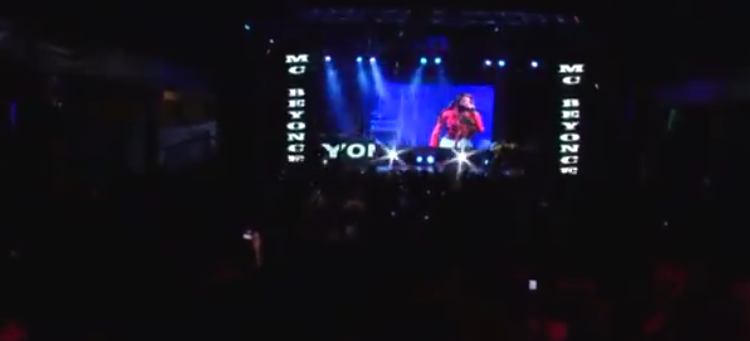
Ludmilla se apresentando ainda como MC Beyoncé em 2013.

Ludmilla fez sua primeira apresentação em uma festa, ao ser convidada para cantar quando o equipamento sonoro do evento quebrou e apenas as batidas de funk carioca ficaram ecoando no local. Com o sucesso da apresentação, organizadores de festas começaram a chamá-la para seus eventos, até que seu tio apresentou-a ao produtor musical e empresário MC Roba Cena. Em 2012, lançou o single "Fala Mal de Mim" sob o nome artístico MC Beyoncé, em homenagem à cantora norte-americana de mesmo nome, de quem é grande admiradora. O videoclipe da música tornou-se um grande sucesso, obtendo 15 milhões de visualizações online em um curto espaço de tempo. A partir do sucesso do single, a artista recebeu inúmeros convites para se apresentar em casas de shows por todo o país, chegando a realizar 60 concertos por mês. Com a agenda atribulada e com o assédio dos outros alunos, ela deixou a escola quando ainda estava no segundo ano do ensino médio.
Em abril de 2013, Ludmilla publicou um vídeo em seu YouTube aos prantos, anunciando que estava abandonando a carreira como cantora após ter sido roubada por seu empresário, MC Roba Cena, e relatando que foi ameaçada de morte por ele quando tentou terminar a relação profissional com ele. Horas depois, no entanto, a artista publicou um segundo vídeo ao lado do empresário, alegando que o vídeo anterior foi um mal-entendido. Posteriormente, em julho, anunciou que havia saído do escritório de Roba Cena e que e iria continuar com sua carreira, mas que passaria a assinar como MC Ludmilla, uma vez que seu antigo nome pertencia ao seu antigo empresário. Paralelamente, conheceu o empresário Alexandre Baptestini, que passaria a gerenciar sua carreira a partir daquele momento. Ao mesmo tempo, a gravadora Warner Music Brasil ofereceu um contrato de gravação para ela, e sugeriu que o antigo nome artístico não fosse utilizado para evitar problemas jurídicos no futuro. Também, a gravadora sugeriu que a sigla MC fosse retirada para que assim ela não enfrentasse barreiras e pudesse cantar qualquer gênero.

### 2014–2015:Hoje

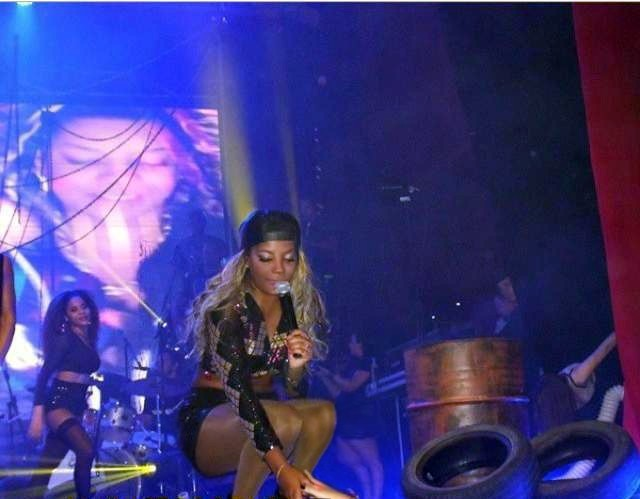
Ludmilla durante uma apresentação em Santos em 2015

Em janeiro de 2014, foi anunciado que Ludmilla havia assinado um contrato de gravação com a Warner Music Brasil. No mesmo mês, lançou seu primeiro single com a gravadora, intitulado "Sem Querer", sob o nome de MC Ludmilla, tornando-se seu primeiro trabalho com o novo nome artístico. Logo depois, a cantora retirou o acrônimo de mestre de cerimônias de seu nome, passando a assinar profissionalmente apenas como Ludmilla. Ela explicou que essa decisão foi estratégica, alegando que o mercado fonográfico tinha preconceito quanto aos MCs e que usar apenas seu primeiro nome lhe traria mais benefícios. Após sua contratação pela Warner, ela passou a ser acompanhada por uma equipe que incluía 16 profissionais, recebendo um cachê três vezes maior do que ganhava na época das apresentações como MC Beyoncé, além de uma agenda que chegava a trinta shows por mês. Ludmilla comentou que sua nova equipe proporcionou mais organização para a realização de seus concertos.
Seu álbum de estreia, intitulado Hoje, foi lançado em agosto de 2014 e teve as participações dos cantores Belo e Buchecha. O álbum incluiu como singles "Sem Querer", além da faixa-título, "Te Ensinei Certin", "Não Quero Mais" e "24 Horas por Dia", com "Hoje" sendo incluída na trilha sonora da telenovela da TV Globo, Império, exibida também naquele ano. O disco vendeu cerca de 90 mil cópias em território brasileiro, somando cópias físicas e digitais. Para promover o disco, a cantora embarcou na turnê Poder da Preta, com início em março em 2015 no Rio de Janeiro. No curso do ano de 2015, Ludmilla fez uma série de participações em novelas da TV Globo, como Babilônia, Alto Astral e I Love Paraisópolis. Ela também fez uma participação especial como ela mesma em #PartiuShopping e interpretou a personagem Toinha em Vai que Cola, humorísticos transmitidos pelo canal por assinatura Multishow. Ainda em 2015, Ludmilla apareceu como jurada no reality show Lucky Ladies, exibido pelo Fox Life.

### 2016–2018:A Danada Sou Eu

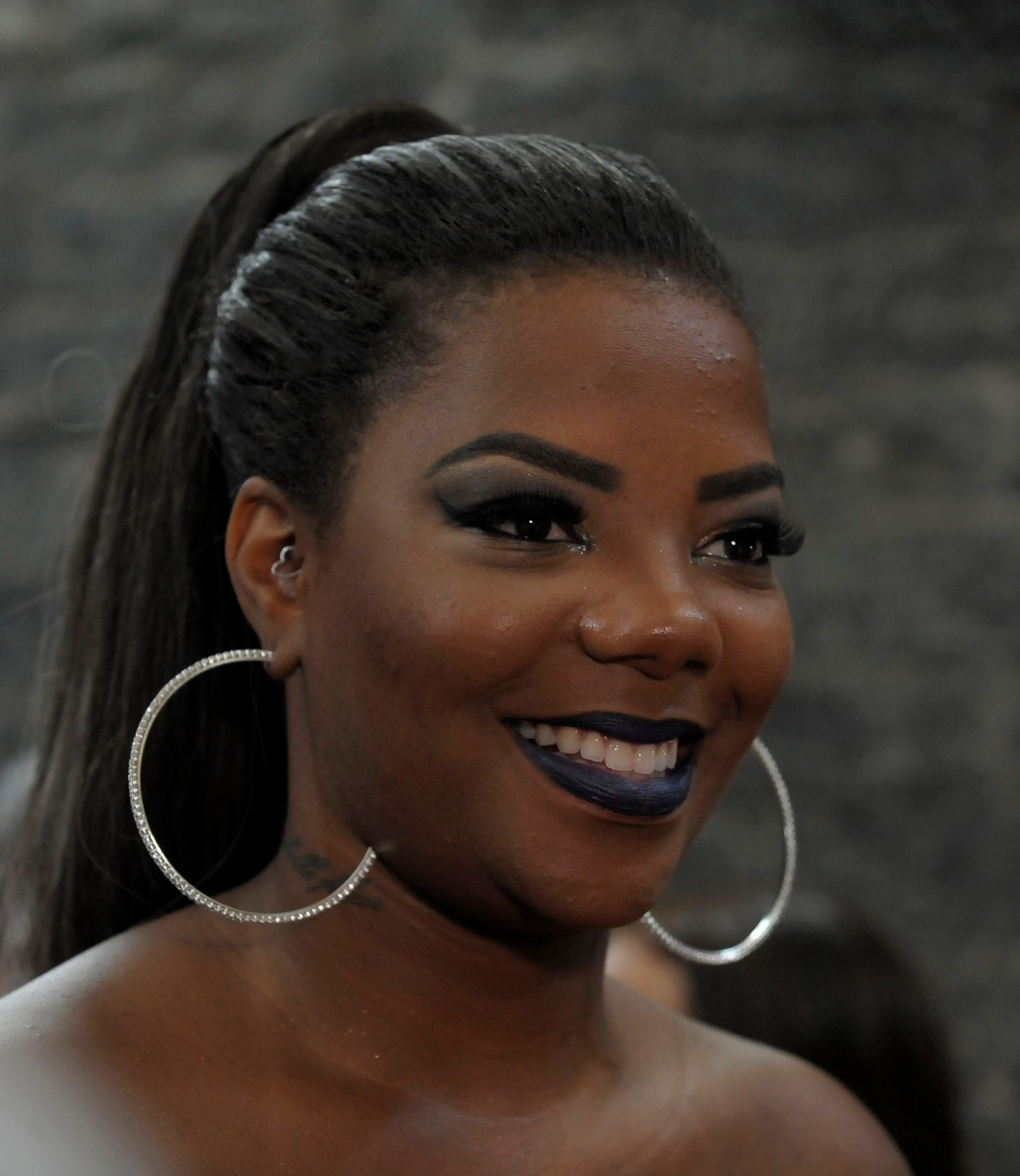
A artista em um evento em janeiro de 2016.

Em janeiro de 2016, Ludmilla participou do single "Não Me Toca" de Zé Felipe. No mesmo mês, fez parte da canção do músico e DJ Tubarão, intitulada "Sem Noção". A artista também colaborou com o cantor Biel na música "Melhor Assim" em abril. Em agosto, Ludmilla apresentou-se cantando "Rap da Felicidade" na cerimônia de abertura dos Jogos Olímpicos de Verão de 2016, ocorrida no Rio de Janeiro. A previsão era de que o segundo álbum de estúdio da cantora, A Danada Sou Eu, chegasse ao mercado em maio de 2016; no entanto, devido a um atraso no lançamento, o álbum foi lançado apenas em outubro de 2016, contando com participações de Filipe Ret, Jeremih e Gusttavo Lima. "Bom" foi lançada como o primeiro single do projeto, com "Sou Eu", "Cheguei" e "Tipo Crazy" também sendo posteriormente lançadas como singles lançados do álbum. O álbum também lhe rendeu uma indicação ao Grammy Latino de Melhor Álbum Pop Contemporâneo em Língua Portuguesa. No mesmo ano, Ludmilla foi locutora do programa The Ride MTV, transmitido pela MTV, atuou como mentora na primeira temporada do talent show X Factor Brasil, e também foi participante do reality show Truque VIP, que fazia parte do programa Domingão do Faustão. Ainda em 2016, a artista figurou como atriz em uma participação especial como Rosinha na série Mister Brau.
No início de 2017, Ludmilla fez parte do single "Você Gosta Assim" da cantora Gabily, e do remix da canção "Otra Vez" da dupla porto-riquenha Zion & Lennox. Em novembro, participou do remix de "Rainha", do cantor português Virgul. Em fevereiro de 2018, Ludmilla estreou no carnaval de rua do Rio de Janeiro com o bloco Fervo da Lud e lançou o single "Solta a Batida", além de aparecer como artista convidada na música "Só Vem", de Thiaguinho. Em abril, a artista lançou o single "Não Encosta" em parceria com o canal KondZilla. Em junho, após a repercussão de uma publicação em que cantava a canção a cappella em suas redes sociais, Ludmilla lançou "Din Din Din", sucedido pelo lançamento de "Jogando Sujo" em julho. No mês seguinte, fez parte do single "Meu Baile" do produtor musical Papatinho, enquanto em setembro foi artista convidada nas canções "Batom", com MC Kekel, e "Tô Fechado com Ela", com Ávine Vinny. No mês seguinte, também participou da música "Não Vou Parar", do grupo Funtastic e de "OMG", de Maejor. Em novembro, a cantora lançou "Clichê", uma colaboração da cantora com o cantor Felipe Araújo.

### 2019–2021:Hello Mundo,NumaniceeLud Session

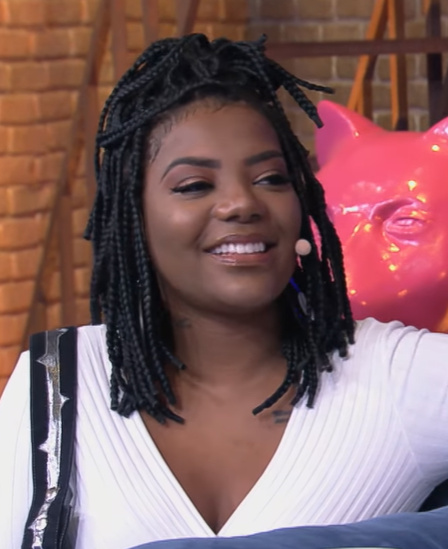
A artista durante uma entrevista no talk-show Lady Night em 2019.

No início de 2019, Ludmilla foi artista convidada nos singles "Qualidade de Vida" de Simone & Simaria e "Onda Diferente" de Anitta. Seu primeiro álbum ao vivo, Hello Mundo, gravado na Jeunesse Arena, no Rio de Janeiro, foi lançado em 31 de maio de 2019, com uma versão em estúdio sendo liberada em agosto. O trabalho gerou os singles "Favela Chegou" com Anitta, "A Boba Fui Eu" com Jão, e "Flash". O álbum contou também com participações de Simone & Simaria, Ferrugem e Léo Santana, e recebeu certificado de platina dupla pela Pro-Música Brasil (PMB). Entre abril e julho, foi participante do quadro Show dos Famosos do programa Domingão do Faustão, consagrando-se campeã em uma vitória compartilhada com o cantor Di Ferrero. Em junho, Ludmilla lançou "Melhor pra Mim", parte integrante do projeto feminista de mesmo nome. Entre julho e setembro, fez parte de uma série de singles, sendo eles "Um Pôr do Sol na Praia" com Silva, "Sol das Seis" com Leo Chaves, "Malokera" de MC Lan e "Olhei Gostei" do DJ Lindão. Em outubro, cantou na oitava edição do festival Rock in Rio juntamente com os cantores Fernanda Abreu e Buchecha em homenagem aos 30 anos do funk. No mesmo mês, lançou "Um Certo Alguém", regravação de Lulu Santos, para a novela das sete da TV Globo, Bom Sucesso. Ainda em outubro, assinou contrato com a Roc Nation, que ficaria encarregada do gerenciamento internacional de sua carreira, e lançou a canção "Verdinha" no mês seguinte.
Ludmilla iniciou o ano de 2020 como apresentadora da temporada de verão do programa de televisão SóTocaTop ao lado de Mumuzinho, que foi ao ar em janeiro. No mesmo mês, lançou a regravação de "Beija-Me", de Cyro Monteiro, feita para a trilha sonora da novela das sete Salve-se Quem Puder, e o single "Pulando na Pipoca" com Ivete Sangalo. Em março, foram lançadas duas faixas em versão de pagode para o Spotify: uma versão cover de "Faz uma Loucura por Mim", de Alcione, e "A Boba Fui Eu". Posteriormente, um extended play (EP) com músicas de pagode, intitulado Numanice, foi lançado em abril, tendo todas as faixas estreando entre as 200 mais executadas na plataforma de streaming Spotify em território brasileiro em seu primeiro dia. Entre maio e novembro, Ludmilla figurou como artista convidada nos singles "Sem Limites" de WC No Beat, "Tua Raivinha" de Cabrera, "Já Tentei" de Vou pro Sereno e no remix de "Fuego del Calor" de Scott Storch. Em julho, lançou o single "Cobra Venenosa" com o DJ Will 22. Em novembro, a artista fez parte da décima edição do projeto Poesia Acústica, intitulada "Recomeçar", e ainda lançou o single "Rainha da Favela". Naquele ano, visando ter mais independência em sua carreira, Ludmilla terminou sua parceria com Alexandre Baptestini, que a gerenciou por sete anos, bem como finalizou seu acordo com a agência Mynd, que era responsável pela parte publicitária e comercial de sua carreira.
No início de 2021, Ludmilla figurou como técnica do talent show The Voice +, posto no qual permaneceu até o ano seguinte. Em janeiro, foi lançado seu segundo álbum ao vivo, intitulado Numanice: Ao Vivo, gravado no Pão de Açúcar, no Rio de Janeiro; o trabalho teve participação dos artistas Thiaguinho, Bruno Cardoso, Di Propósito, Orochi e Vou pro Sereno. Numanice: Ao Vivo foi certificado como platina pela PMB teve como singles "I Love You Too" com Orochi, além de "Ela Não". Também naquele mês, participou do single "Deixa de Onda (Porra Nenhuma)" com Dennis DJ e Xamã. No mês seguinte, esteve presente na faixa "Pra te Machucar" de Major Lazer, e em abril, participou de "Gato Siamês" de Xamã. No mês seguinte, a cantora lançou o projeto acústico Lud Session, com Xamã participando da primeira edição, com uma segunda parte sendo lançada posteriormente com participação de Gloria Groove. Ludmilla ainda foi parte do single "Vamos Com Tudo" de David Carreira, que serviu como hino da torcida de Portugal no Campeonato Europeu de Futebol de 2020 em junho. Em novembro, uma turnê para promover o projeto Numanice estreou em novembro no Rio de Janeiro, com o single "Socadona" sendo liberado no mesmo mês. Ainda em novembro, um documentário intitulado Ludmilla: Rainha da Favela, que narrou a vida da artista, foi transmitido através do Multishow e Globoplay.

### 2022–2024:Numanice 2eVilã

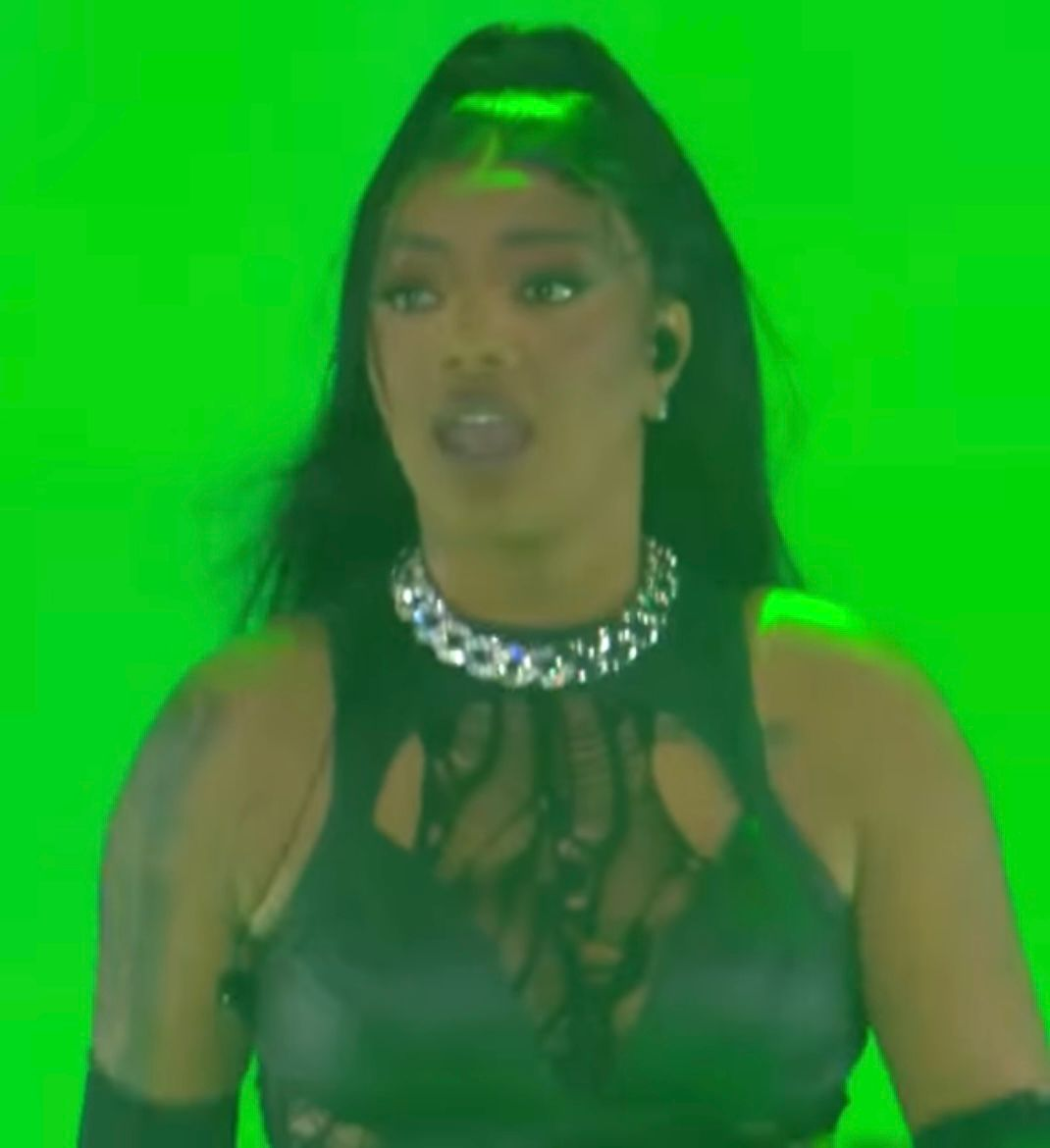
Ludmilla durante o Rock in Rio em 2022

Ludmilla lançou seu quarto álbum de estúdio intitulado Numanice 2 em janeiro de 2022, sendo certificado como ouro pela PMB e rendendo à cantora um Grammy Latino de Melhor Álbum de Samba/Pagode no Grammy Latino de 2022. Em fevereiro, participou do single "Café da Manhã" de Luísa Sonza. No mês seguinte, foi lançado o EP Back to Be, em homenagem aos 10 anos de sua carreira. A terceira parte do projeto Lud Session foi lançado em 30 de junho e contou com a participação de Luísa Sonza. Em 23 de agosto daquele ano, Ludmilla lançou seu terceiro álbum ao vivo, intitulado Numanice 2: Ao Vivo, gravado no Museu do Amanhã, no Rio de Janeiro. O disco teve participação de Péricles, Marília Mendonça, Delacruz, Tá Na Mente, Gabby Moura e Prateado. Uma versão deluxe do álbum foi posteriormente lançada contendo novas faixas com vocais de Alcione, Belo e Vou Pro Sereno. Em setembro, Ludmilla apresentou-se com um show elogiado na nona edição do Rock in Rio. Naquele mês, a artista também lançou os singles "Tropa da Lud", sob seu pseudônimo DJ Ludbrisa, e "Tic Tac", com Sean Paul. No fim de 2022, foi anunciado que ela havia assinado um acordo com a WK Entertainment e a Central Sonora, a fim de investir em sua carreira a nível mundial.

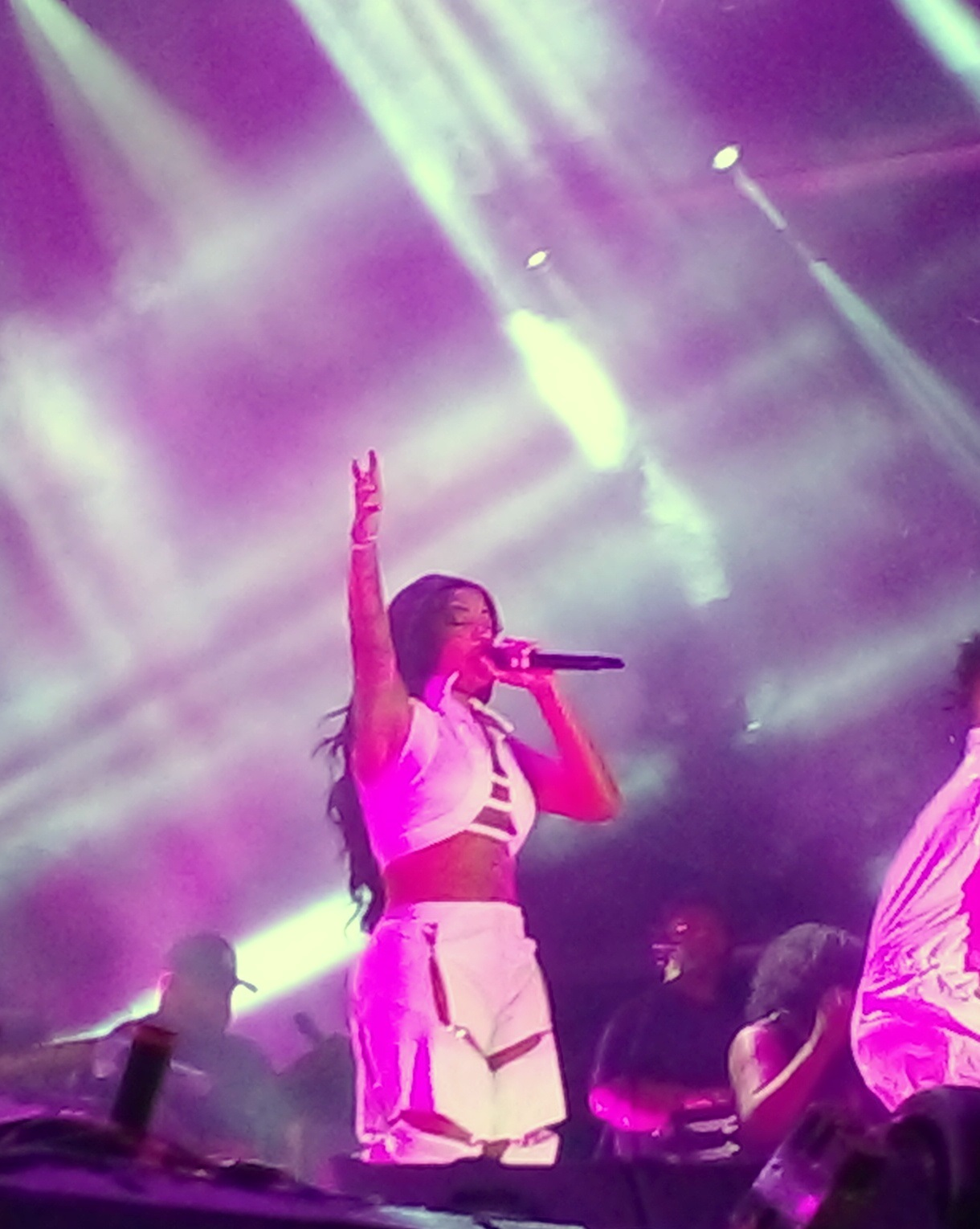
Ludmilla ao vivo em Angra dos Reis (2023)

Ludmilla começou 2023 regravando a faixa "Garota Nota 100", de MC Marcinho, para a trilha sonora da novela das sete Vai na Fé, na qual também fez uma participação especial. Ela também participou do reality show Minha Mãe Cozinha Melhor que a Sua, terminando em terceiro lugar. No Carnaval do Rio de Janeiro daquele ano, a artista estreou como intérprete de samba-enredo, participando do desfile da Beija-Flor ao lado do veterano Neguinho da Beija-Flor, além de comandar o seu bloco Fervo da Lud. Em março, apresentou-se no festival Lollapalooza em São Paulo, e lançou seu quinto álbum de estúdio, Vilã, que foi precedido pelo single duplo contendo as faixas "Sou Má", com Tasha & Tracie, e "Nasci Pra Vencer". Posteriormente, ela participou do single "No Se Ve" de Emilia Mernes, que fez sucesso em diversos países da América Latina. Em setembro, a artista lançou o EP Vilã Live, que gerou singles como "Sintomas de Prazer" e "Brigas Demais", e se apresentou na primeira edição do festival The Town. Foi anunciado em novembro de 2023 que Ludmilla havia deixado a Warner Music Brasil após 10 anos de vínculo contratual, visando lançar seus próximos trabalhos de forma independente através de um selo próprio. Em dezembro, fez parte do single "Dia de Fluxo" com Ana Castela, que alcançou a posição de n.º 5 na tabela Billboard Brasil Hot 100. Também foi artista convidada na faixa "Macetando" de Ivete Sangalo, que alcançou o topo da tabela anteriormente mencionada e foi nomeada como a música do Carnaval do ano seguinte por diversas premiações.
Em janeiro de 2024, Ludmilla lançou os singles "Maliciosa" e "Falta de Mim" como uma prévia de seu quarto álbum ao vivo, Numanice 3: Ao Vivo, que foi lançado no mês seguinte como seu primeiro lançamento de forma independente. "Maliciosa" alcançou a posição de n.º 40 na Billboard Brasil Hot 100. A artista também se apresentará no Navio Numanice, previsto para acontecer em março de 2024,

### 2024:Coachellae turnê
Em 14 de abril de 2024, Ludmilla se apresentou no festival americano, Coachella, em Indio (Califórnia). A cantora americana, Beyoncé e a ativista brasileira, Erika Hilton, fizeram um introdução e um discurso, respectivamente, como abertura do show de Ludmilla. Em seguida, ela iniciara a Ludmilla in the House Tour, que percorreu arenas e estádios brasileiros, entre maio de agosto do 2024.
A quarta parte do projeto Lud Session foi lançada em 25 de junho de 2024 e contou com a participação da cantora IZA.

## Imagem pública
Ludmilla é frequentemente referida como "Rainha da Favela" pela mídia e pelo público. De acordo com uma pesquisa realizada pela Kantar IBOPE Media, a cantora é uma dos doze intérpretes mais reconhecidos pelo grande público brasileiro, com índice de reconhecimento acima dos 90%; entre intérpretes do gênero feminino, ela ocupa a sexta posição, bem como o segundo lugar entre artistas do funk. Na plataforma de streaming Spotify, ela tornou-se a primeira artista negra da América Latina a ultrapassar a marca de dois bilhões de audições, e também tornou-se a mais ouvida ao atingir 17 milhões de ouvintes mensais na plataforma. Ao analisar os números de seu trabalho em diversos âmbitos, Ludmilla foi considerada pela plataforma Chartmetric como "a maior cantora de funk do mundo". A revista Vogue Brasil também a celebrou como "uma das maiores vozes negras do Brasil". No fim de 2016, a artista recebeu uma homenagem na premiação Brasileiros do Ano por seu trabalho na música, e foi tida como uma das "Mulheres de Sucesso" do ano de 2022 pela revista Forbes.

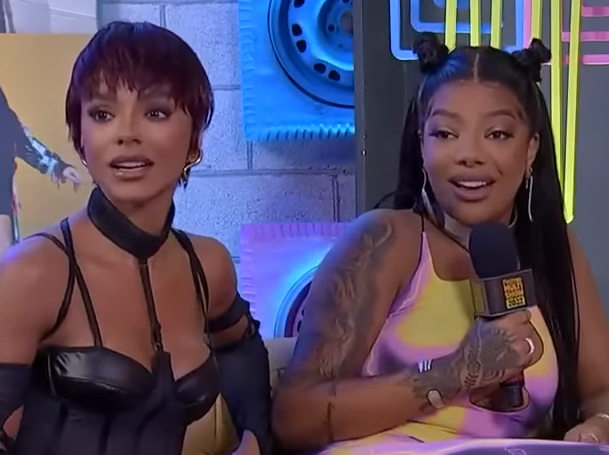
Ludmilla ao lado de sua esposa Brunna Gonçalves (direita); o relacionamento entre as duas foi considerado um "símbolo de liberdade entre as funkeiras".

Ludmilla é considerada um ícone gay. Seu relacionamento amoroso com Brunna Gonçalves foi tratado como um "sinal de ousadia" no meio da música, uma vez que "a homossexualidade no funk é vista de uma maneira caricata. Num baile da periferia do Rio existia até o Bonde Cor de Rosa, onde os dançarinos faziam coreografias com trejeitos homossexuais. Mas eles jamais negavam a sua masculinidade ou admitiam qualquer tipo de penetração", de acordo com o autor Julio Ludemir; ele elaborou que "no universo popular, uma mulher que gosta de outra mulher tem de ser 'curada'", e que com seu relacionamento, Ludmilla representaria a vanguarda pois "ela não apenas tirou o funk da favela e o colocou nos grandes centros, mas também se tornou símbolo de liberdade entre as funkeiras." Ela foi considerada uma das pessoas LGBTs mais influentes do Brasil por três anos consecutivos segundo o Guia Gay São Paulo. Ao se reconhecer como uma referência para mulheres lésbicas e bissexuais, a artista afirmou ser "representatividade por onde quer que eu passe. Até sem falar nada, sentada numa cadeira perto de um bando de gente padrão, já estou ali representando. Tomei posse disso". Ao apresentar-se no Catar, um país onde a homossexualidade é criminalizada, a cantora prometeu contribuir com a classe de alguma forma, mas recebeu críticas por parte da comunidade.
Ao longo de sua carreira, a artista tem sido uma recorrente vítima de racismo, proferidos por personalidades da mídia e internautas em redes sociais. Em 2020, ela chegou a desativar suas redes sociais em resposta a uma leva de comentários de cunho racista proferidos por internautas, e como "consequência de seu cansaço diante do ódio destilado nas redes sociais". A respeito dos ataques sofridos, Ludmilla comentou:

"Não vai ser a primeira e, infelizmente, nem a última vez que terei que lidar com comentários racistas e respondê-los. E para quem insiste em me atacar desta forma, só tenho uma coisa a dizer: não vou me esconder. Continuarei falando e denunciando, buscando justiça para os culpados. Tenho plena consciência do lugar que ocupo e do alcance da minha voz. E, justamente por isso, aprendo cada dia mais e não me calarei, seja sobre o racismo que acontece comigo seja sobre aquele que vejo dia a dia com os meus".

Em 25 de junho de 2018, Ludmilla confirmou através do Twitter que faria um concerto privado na Guiné Equatorial.: 
"Hoje a gente está indo para a África cantar no aniversário do príncipe da Guiné. Estou muito feliz. Minha mãe está indo com a gente. O cara é muito f***. Ele fretou um voo internacional para a gente ir pra lá quebrar tudo"
Posteriormente foi reportado pela mídia brasileira que a apresentação, (que também participação da cantora compatriota Lexa), seria para o filho de Teodoro Obiang Nguema Mbasogo, ditador do país, conhecido por liderar um dos regimes mais repressores do mundo, segundo a Freedom House. Após a repercussão negativa, a cantora inicialmente negou que o show fosse para Mbasogo, embora tenha se recusado a revelar o nome do contratante. Posteriormente, durante entrevista para o programa televisivo TV Fama, a cantora admitiu a apresentação, porém preferiu ignorar a controvérsia, ao alegar que desconhecia Mbasogo.
Em 2021, Ludmilla tornou-se embaixadora do Instituto Estadual de Hematologia Arthur de Siqueira Cavalcanti (Hemorio) ao lado de Dennis DJ, ao promover uma campanha em prol da doação de sangue. Dois anos depois, em 2023, ela promoveu outra campanha para dar a quem doasse sangue ao instituto um ingresso para o concerto de sua turnê Numanice no Rio de Janeiro; o número de doações foi o maior em um único dia na história do banco de sangue, criado em 1944, com mais de duas mil bolsas coletadas em três dias de campanha. Respondendo ao sucesso da campanha, a artista se definiu como "a pessoa mais feliz do mundo" e declarou que sempre havia desejado sua carreira a ações sociais. Ela ainda mencionou que estava "muito feliz por estar movimentando uma campanha tão importante, que vai ajudar tantas pessoas, ainda mais com o apoio do público". Por este feito, Ludmilla foi agraciada com a Medalha Pedro Ernesto pela Câmara Municipal do Rio de Janeiro e a Medalha Tiradentes pela Assembleia Legislativa do Rio de Janeiro. Após uma nova tentativa de mobilização em troca de ingressos ter sido recusada por um centro de hematologia em Belo Horizonte, a deputada federal Duda Salabert anunciou a apresentação de um Projeto de Lei visando autorizar o incentivo à doação de sangue em todo o território brasileiro, levando o nome "Lei Ludmilla".
Ao longo de sua carreira, Ludmilla tem associado seu nome a diversas marcas, sendo considerada "a queridinha do mercado publicitário" pela revista Veja. Ela tem atuado como embaixadora de diversas empresas como Shopee, Budweiser, Piraquê, Avon, Havaianas e Itaú, para quem regravou a canção "Mostra tua força, Brasil" para a campanha da Copa do Mundo FIFA de 2022. A cantora revelou que perdeu contratos com algumas marcas após anunciar o relacionamento com Gonçalves.

## Características musicais

### Voz e estilo musical
O tipo vocal de Ludmilla é classificado como mezzosoprano. Analisando sua técnica, Julio Maria d'O Estado de S. Paulo descreveu o vocal da artista como "estudado nos melismas do R&B, seu timbre é lindo, seu vibrato é preciso, sua afinação é de fazer inveja em gente grande da MPB, ela não canta com playback (aleluia!) e o alcance de seu espectro chega onde similares não entram". Isabela Raygoza da Billboard também notou seu "alcance vocal cativante e poderosa presença de palco - e, para manter a realidade, sua destreza no twerking". Ao observar que "qualquer música fica boa com ela", Aline Ramos do Splash UOL assinalou que Ludmilla tem "um domínio sobre a própria voz que chama as pessoas para perto ao mesmo tempo em que surpreende pela potência vocal, algo difícil de descrever por se tratar de talento".

"Comecei a cantar e comecei a aparecer na mídia através do funk. Vi que meu alcance musical era amplo, que eu poderia fazer tudo que sonhasse, tudo que quisesse. Então comecei a investir mais nisso e agora estou nesse momento".

— Ludmilla sobre seu desenvolvimento artístico.
Musicalmente, no início de sua carreira, o trabalho da artista era classificado primariamente como funk carioca. Com o passar do tempo, ela passou a explorar outros gêneros, com Felipe Maia, da Folha de S. Paulo, destacando que Ludmilla "nunca abandonou sua verve funkeira, atualizando sua métrica a novas tendências; adapta-se a diferentes linguagens do pop, buscando parcerias e emplacando hits [e] domina as complexidades do pagode e do R&B em melodia e harmonia". Tal pensamento foi ecoado pela Billboard, que notou que Ludmilla possui "uma capacidade altamente versátil de criar pop fascinante que abrange trap latino, funk, soul e muito mais". De acordo com Mateus Omena e Fernanda Bastos, da revista Exame, com o passar dos anos, a artista havia se consolidado como um nome relevante em três diferentes gêneros musicais, sendo eles o pop, funk e pagode.
Com o lançamento de seu primeiro álbum de estúdio Hoje, a artista somou a música pop ao seu habitual funk carioca, definindo o som de seu álbum como funk-pop, seguindo a tendência musical daquele momento. Seu próximo álbum A Danada Sou Eu seguiu a mesma tendência, dessa vez apresentando "nuances de R&B e black music" em seu som. Apesar de manter a sonoridade de seus trabalhos anteriores, seu terceiro disco, Hello Mundo, a trouxe explorando novos gêneros, como axé e trap. Um distanciamento total de seus trabalhos anteriores, o EP Numanice viu a cantora dando ênfase ao pagode, gênero que cantava desde sua infância; descrito como um "disco tradicional de pagode", ele mostra como a voz da artista "casa-se perfeitamente com o pagode e, por alguns momentos, nem parece que ela, em outrora, ficou conhecida pelo trabalho com faixas mais pop", de acordo com Murillo Soares do Mais Goiás. Seu quarto álbum em estúdio, Numanice 2, apresenta-se como uma sequência do EP anteriormente citado. A partir de Numanice, a carreira de Ludmilla foi dividida em duas frentes paralelas, "como se existissem duas cantoras e compositoras". Seu quinto álbum de estúdio Vilã foi descrito como um retorno às suas raízes pop, no qual continua explorando diferentes gêneros musicais, experimentando com o rap, trap, R&B e afrobeat, bem como dancehall e samba.

### Influências

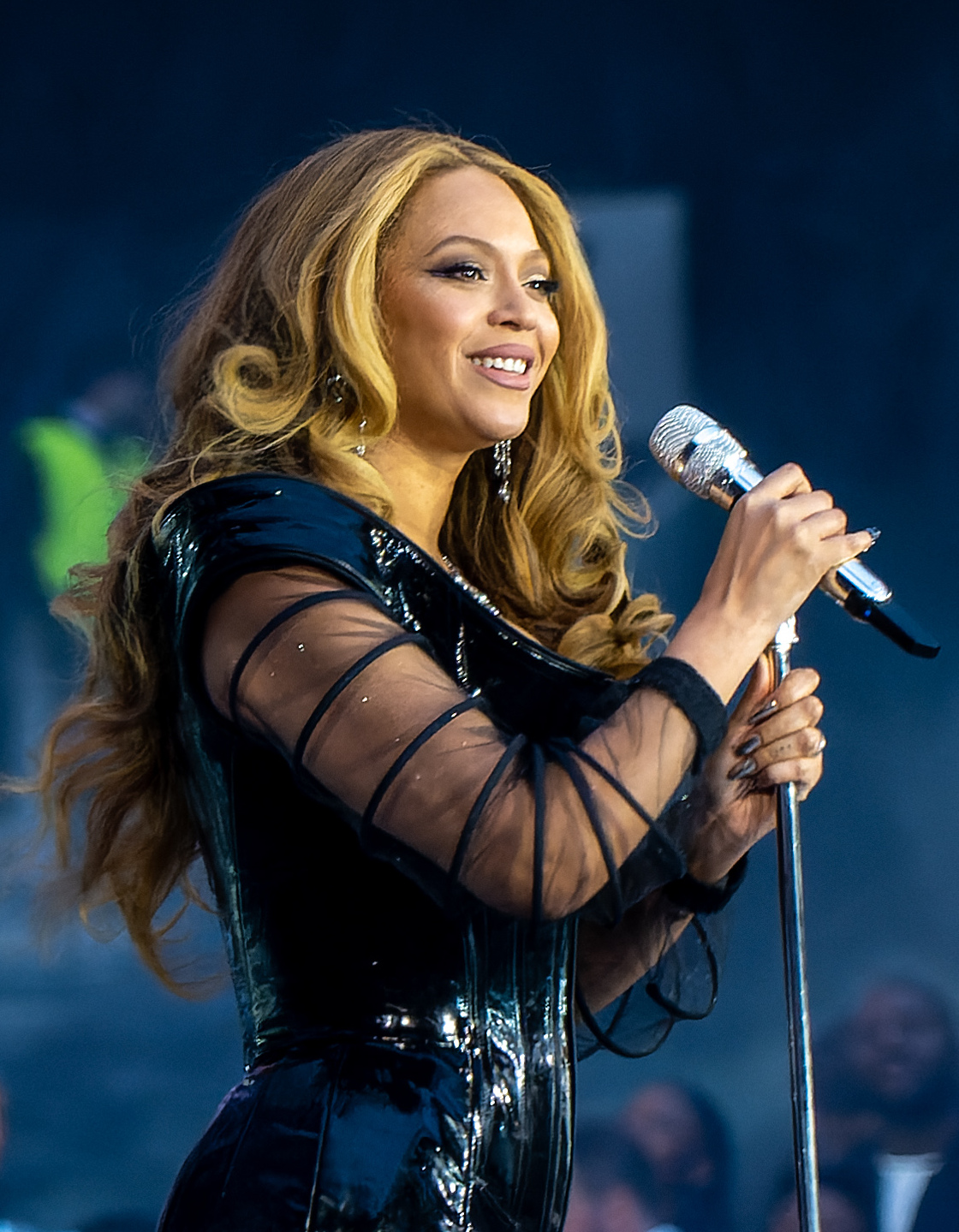
A cantora Beyoncé é tida por Ludmilla como sua maior influência.

Ludmilla cita a cantora norte-americana Beyoncé como a maior referência musical para sua carreira. Ela relatou que tornou-se admiradora da cantora ao assistir seu álbum de vídeo The Beyoncé Experience Live (2007) que estava sendo exibido em uma feira de Duque de Caxias, e afirmou que se encontrou como artista ao ver sua apresentação: "Foi dali que me deu o start de que eu queria virar uma cantora, com bailarinos, banda, me vestir daquele jeito, me sentir poderosa". Desde então, passou a acompanhar sua carreira ao colecionar seus álbuns, fazendo uma tatuagem com o nome dela na cintura e escolhendo seu primeiro nome artístico como MC Beyoncé como forma de homenageá-la. A artista também esclareceu que apesar de ter Beyoncé como referência e ser "seu espelho", Ludmilla disse ter seu "estilo próprio, gosto de mudar de cabelo, usar estilos de roupas diferentes", apesar de por vezes tentar unir seu universo ao dela em seus trabalhos. Em 2019, a cantora regravou a canção "Halo" de Beyoncé em seu álbum Hello Mundo como homenagem à cantora, e em 2023 as duas se encontraram pessoalmente, com Beyoncé revelando à Ludmilla que já a conhecia.
Ludmilla também declarou que a cantora barbadense Rihanna é uma de suas principais referências tanto em sua carreira quanto em sua vida pessoal, dizendo que conhecê-la pessoalmente foi um dos momentos mais especiais de sua vida. Além de Rihanna e Beyoncé, Ludmilla cita SZA e Kehlani como inspirações, dizendo que elas foram a causa para ela poder externalizar coisas que sentia dentro dela mesma. Em sua incursão pelo pagode, no projeto Numanice, artistas como Alcione, Arlindo Cruz, Leci Brandão, Jorge Aragão, Beth Carvalho foram citados como expoentes que desenvolveram seu apreço pelo gênero durante a infância; ela e Alcione também gravaram juntas um comercial em 2019. Ludmilla também citou o cantor Belo como uma referência em sua carreira musical; ela chegou a gravar alguns duetos com o cantor e o convidou para ser atração musical na festa em que comemorou seu 28º aniversário no Rio de Janeiro. Outros artistas musicais citados pela artista como inspirações para seu trabalho foram Jason Derülo, Ariana Grande, Ivete Sangalo, Seu Jorge e Roberto Carlos.

## Outros empreendimentos
Em 2018, Ludmilla abriu um escritório de gerenciamento artístico chamado Sem Querer Produções, com o propósito de agenciar artistas de funk carioca. Em dezembro de 2022, ela lançou seu próprio perfume que leva o nome "Lood Pantera", destinado ao público feminino.

## Prêmios e indicações
Durante sua carreira, Ludmilla venceu diversos prêmios, incluindo um Grammy Latino, seis Prêmios Multishow de Música Brasileira, seis Prêmios Jovem Brasileiro e dois MTV Millennial Awards Brasil. Ela também foi indicada a quatro MTV Europe Music Awards como "Melhor Artista Brasileiro" por quatro anos consecutivos e a um BET Awards como "Melhor Ato Internacional".

## Vida pessoal
Ludmilla é abertamente bissexual. Teve um rápido relacionamento com o futebolista Gabriel Jesus. Desde outubro de 2018, mantém um relacionamento com a bailarina Brunna Gonçalves. Casaram oficialmente no dia 16 de dezembro de 2019, numa cerimônia realizada na residência delas.
Ludmilla sempre se expressou não se considerar católica ou evangélica, mas diz acreditar na palavra pregada por Jesus Cristo. Ela criou a célula religiosa chamada "Big Célula da Ludmilla", destinada a pessoas que não se sentem acolhidas em um templo normal, mas que querem estar próxima de Deus.
Após anos sem se assumir como em nenhuma religião cristã firmemente, se tornou membra da igreja evangélica neopentecostal Casa de Oração. Em janeiro de 2024, após a cantora comprar equipamentos de som alta tecnologia a igreja, também comprou o terreno com o templo e doou a congregação.  Sua atitude foi amplamente elogiada e difundida nas redes sociais e sua pastora Adriana Pereira, agradeceu e a abençoou publicamente a ela e a sua mulher, Bruna (também membra da igreja) chamando-as de filhas. 
Atualmente, Ludmilla é ovacionada pelos críticos por ser uma pessoa culturalmente aberta sendo "Negra, bissexual, pagodeira e crente", uma perfeita representação do Brasil. 
É torcedora do time de futebol Clube de Regatas do Flamengo, e tentou seguir carreira como atleta no time rival, Fluminense Football Club, antes de seguir carreira artística.

### Racismo
No carnaval de 2016, enquanto desfilava pela escola de samba Acadêmicos do Salgueiro no Rio de Janeiro, a socialite Val Marchiori desferiu comentários racistas contra a cantora, dizendo que seu cabelo "parecia um Bombril". Na época, Marchiori pediu desculpas à cantora, dizendo que jamais quis magoá-la ou ofendê-la. Apesar de não ter promovido nenhuma ação criminal sobre o caso, Ludmilla ajuizou uma ação cível contra a socialite em abril de 2016, pedindo 300 mil reais de indenização a título de danos morais. Ela foi condenada a indenizar Ludmilla em 10 mil reais, mas recorreu da decisão, da qual saiu vencedora em março de 2021, com a nova decisão assegurando que Marchiori havia apenas exercido sua liberdade de expressão. Ludmilla ironizou a decisão da Justiça, comentando que era "mais um dia normal no Brasil". Em maio de 2016, a cantora registrou ocorrência contra um homem que teria feito comentários racistas sobre ela em uma rede social. Utilizando o mesmo perfil que utilizou para as ofensas à cantora, o homem publicou um pedido de desculpas, escrevendo que tudo havia sido "um mal-entendido".
Em janeiro de 2017, Marcão do Povo, então apresentador do Balanço Geral da RecordTV, do Distrito Federal, referiu-se à Ludmilla como "macaca" durante o programa, enquanto comentava os rumores de que a cantora não gostava de tirar fotografias com os fãs. Por sua vez, a artista declarou que o denunciaria por racismo. Após o ocorrido, o apresentador foi demitido, tendo a emissora emitido uma nota lamentando os transtornos causados à cantora com a fala de Marcão do Povo, e que repudiava qualquer ato daquela natureza. A RecordTV também afirmou no comunicado que tal tipo de conduta não estava na linha editorial do departamento de jornalismo da emissora. Em outubro de 2019, enquanto se direcionava ao palco para receber um troféu durante o Prêmio Multishow de Música Brasileira, foi novamente chamada de "macaca" por alguns membros do público, o que a fez se posicionar em suas redes sociais, questionando até quando pessoas negras sofrerão com estes tipos de ataques.